# المرأة في تايلاند

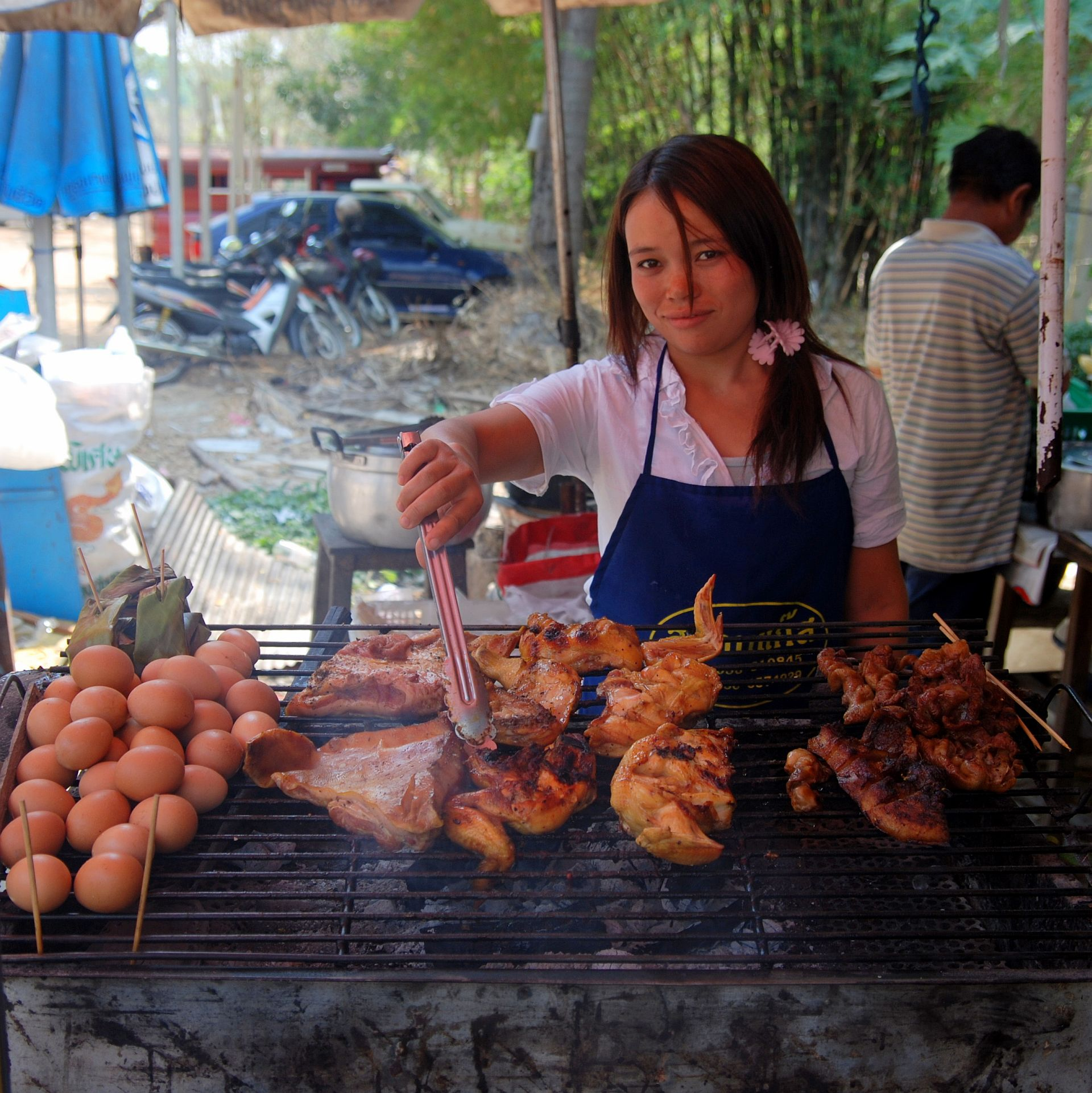
بائِعة في تايلاند

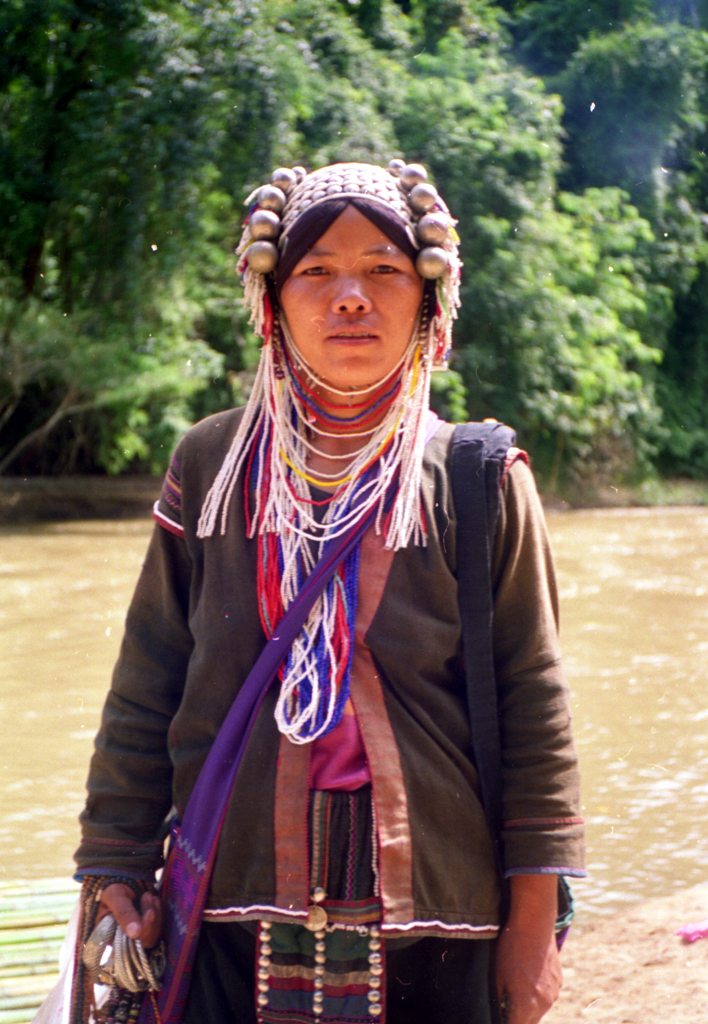
سيّدة تايلانديّة قُرب نهرٍ في الشمال

تُعدّ المرأة في تايلاند من بين أوائل النساء في آسيا التي حصلت على الحق في التصويت منذُ عام 1932 وبالرغمِ من ذلك فلا زالَ تمثيلها في الحياة السياسية ناقصًا. تُعتبر ينغلاك شيناواترا أوّل سيدة تشغلُ منصبَ رئيسة الوزراء في تايلاند من عام 2011 إلى عام 2014 إلّا أنّ دورها على مستوى التنمية الوطنية لم يُكتمل بعد. من بينِ العوامل التي تؤثر على مشاركة المرأة في المجال الاجتماعي-الاقتصادي؛ عدم كفاية الوعي الجنساني في عملية التخطيط ووضع السياسات وغيرِ ذلك من الأسباب.

## السياسة
على الرغم من غياب القيود القانونية المفروضة على المرأة في الساحة السياسية إلّا أنّ هناكَ عددًا منَ العوامل التي أعاقت صعود المرأة في الأنشطة السياسية بما في ذلكَ الحواجز الهيكلية والعوائق الثقافية إلى جانبِ انخفاض التحصيل التعليمي وانخفاض الحالة الاجتماعية-الاقتصادية  وكذا مسائل تقاسم السلطة مع الجنس الآخر. تُعدّ أورابيان شاياكان أول سيدة تُنتخب في الجمعية الوطنية لمملكة تايلاند (وبالتحديد في مجلس النواب) وذلك في الخامس من يونيو 1949. فيما تُعتبرُ ثيتا مانيتكول (مواليد الثامن من تشرين الثاني/نوفمبر 1966) أول ضابطة في الجيش والتي انتُخبت في وقتٍ لاحق للعملِ في المكتب السياسي في تايلاند قبل أن تصيرّ نائبة في الفترة الممتدة من عام 2001 إلى عام 2005.

## الأعمال
في مجال ريادة الأعمال؛ تُمثل التايلانديّات ما نسبتهُ 47% من القوة العاملة في البلاد وهي أعلى نسبة منَ النساء العاملات في منطقة آسيا والمحيط الهادئ بيد أنها تُواجه بعض المشاكل على غِرار التمييز وعدم المساواة بين الجنسين فيما يتعلق بالأجور باعتبار أن الغالبيّة في النسبة أعلاه تعملُ في وظائف ذات أجور منخفضة.

## الزواج

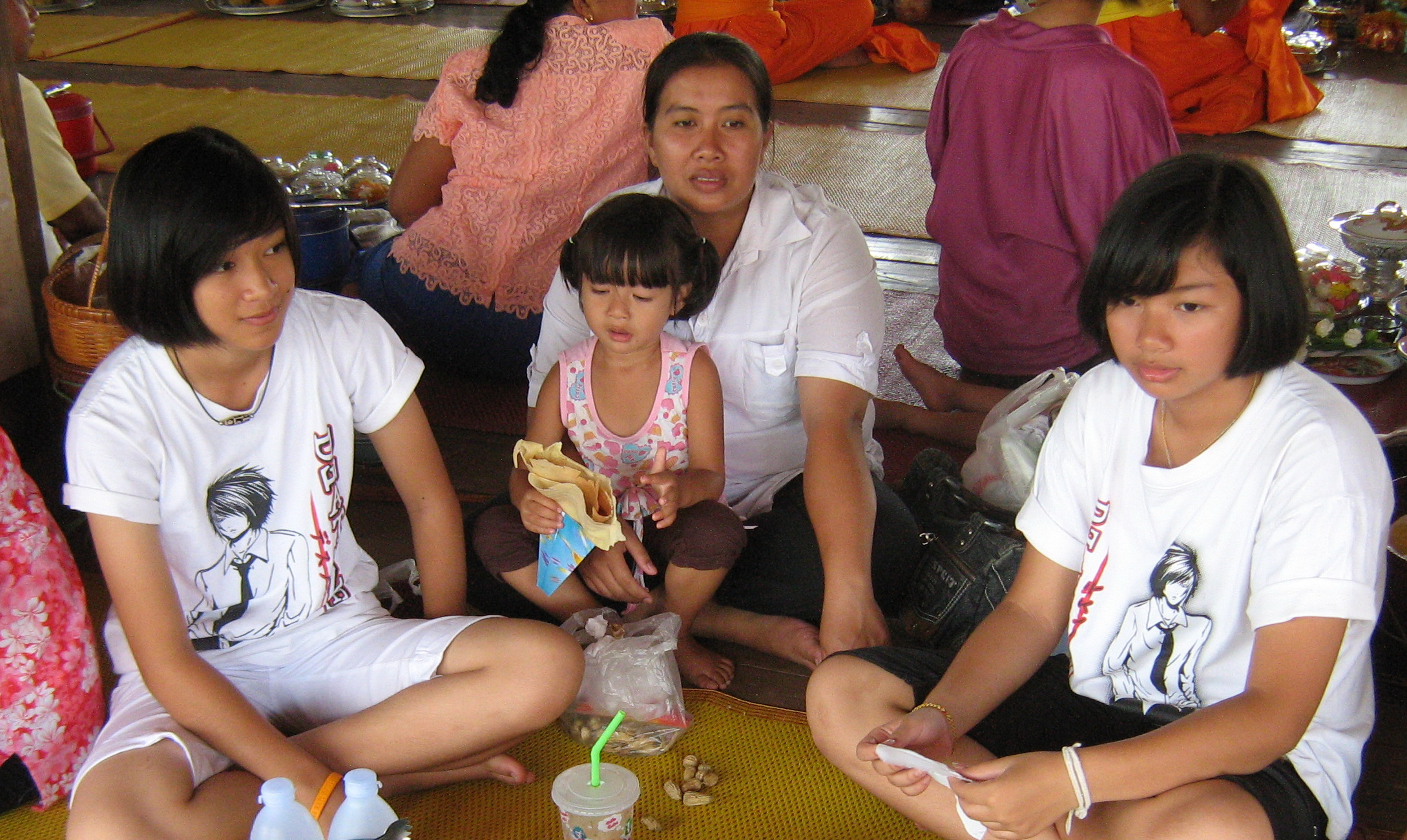
مراسم في تايلاند

وفقًا لمكتب الإحصاء الوطني في تايلاند؛ فإنّ الإناث يتزوجنَ في سنّ مبكرة مُقارنة بمتوسط سن زواج الشباب ويحظينَ بالاستقلالية عندَ تأسيس أسرة. سنّت تايلاند في عام 2007 قانونًا يحظرُ الاغتصاب الزوجي حتى تضمنَ حقّ المتزوجات.

## تطور حقوق المرأة
ناضلت النساء طويلًا في تايلاند للحصول على كافّة حقوقهنّ وقد تتحق لهم نصفُ ما طالبنَ به وأكثر. في مجال العمل مثلًا؛ تنصّ قوانين الدولة على إلزامية دفع رواتب العاملين والعاملات حسبَ العمل الذي يقومون به دونَ تمييز على أساس الجنس. بالعودة إلى عام 1974؛ هناك حيثُ برزت سيّدة تُدعى كانيثا ويشينشارون وأسّست جمعية النهوض بوضع المرأة وهي جمعية تتكون من النساء والرجال على حدٍ سواء وتُطالب بمراجعة وتعديل القوانين لتوفير أفضل حماية للنساء والأطفال. تمّ تعديل الدستور بعد ذلك بثلاث سنوات وقد تضمّن بنودًا تتعلقُ بالمساواة في الحقوق والحماية ومع ذلك فلا زالَ القانون يضمّ بعض أوجه عدم المساواة. بشكلٍ عام لا تُوجد قوانين تمنع النساء من تولي مناصب قيادية أو عليا ومع ذلك فهناك عدد قليل جدا من النساء اللاتي يشغلنَ منصبًا مهمًا في شركة أو مكتب. تبرزُ مشكلة عدم المساواة بين الجنسين عندما يتعلق الأمر بالعنف المنزلي والاتجار أمّا التحرش الجنسي فتسيرُ الدولة بخطى ثابتة نحو القضاء عليه من خلالِ سنّها عددًا من التشريعات والقوانين أبرزها ذاك الذي وُقّعَ عليه عام 1998 والذي ينصَ على عقوبات زجرية في حق المتحرشين. بالرغمِ من ذلك فعددُ الشكايات في هذا الإطار قليلة جدًا ومن النادر أن تتمّ محاكمة المترشح بسبب الصعوبات في إثبات الحالة ونفس الأمر بالنسبة للقوانين المحلية التي تشرطُ وجود أدلة للنظر في سوء المعاملة المنزلية ما يجعلُ من المستحيل توفيرها في بعض الحالات.